# لبنى الأنصاري
لبنى الأنصاري، طبيبة سعودية. وعضو سابق في مجلس الشورى السعودي. ومساعد مدير عام منظمة الصحة العالمية لشؤون قياس وتقييم الخدمات الصحية وتطويرها دولياً، لتكون أول امرأة عربية وأول سعودية يتم اختيارها لهذا المنصب.
تتولى منصب أستاذ في مجال طب العائلة والمجتمع بكلية الطب في جامعة الملك سعود، وهي عضو المجلس الاستشاري لكلية الطب في الجامعة، إضافة إلى أنها استشارية بعيادات الرعاية الأولية في مستشفى الملك خالد الجامعي، والأمين العام للجنة الوطنية للسكان في وزارة الاقتصاد والتخطيط السعودية.

## التعليم
نالت الأنصاري الزمالة العليا الملكية البريطانية في طب الأسرة (FRCGP) من لندن، بريطانيا، الزمالة الملكية البريطانية في طب الأسرة (MRCGP)، لندن بريطانيا، وحاصلة على ماجستير في الرعاية الصحية الأولية من قسم طب العائلة والمجتمع بكلية الطب في «جامعة الملك سعود»، وبكالوريوس طب وجراحة من الجامعة ذاتها.

## أعمال
نشرت الأنصاري ما يزيد على 30 ورقة علمية في مجلات محكمة محلية ودولية في مجال طب الأسرة، ومجال الاستناد إلى البراهين العلمية في الممارسة العملية، كما أنها حائزة على جوائز عدة في مجالها محلياً وإقليمياً. وحازت على جائزة العميد للتميز في البحوث الطبية لعام 2010، في كلية الطب في جامعة الملك سعود.

## عضويات
طبيبة وعضو في الجمعية السعودية لطب الأسرة والمجتمع المملكة العربية السعودية، كما أنها عضو في الكلية الملكية البريطانية لأطباء الأسرة منذ عام1990.و عضو في المنظمة العالمية لأطباء الأسرة والتي استمرت منذ العام 1994. وعضو في الاتحاد الأمريكي للتقدم العلمي منذ العام 1995، وأنضمت تحت الأكاديمية الأمريكية لأطباء الأسرة منذ العام 1998.